# باشگاه ورزشی بردی
باشگاه ورزشی بردی (عربی: نادی بردی الریاضی) یک باشگاه فوتبال سوری مستقر در دمشق است.

## تاریخچه
این تیم چندین فصل در لیگ برتر فوتبال سوریه بازی کرد. در سال‌های ۱۹۶۸–۱۹۶۹ و ۱۹۶۹–۱۹۷۰ این باشگاه قهرمان لیگ برتر سوریه شد.
بردی در ۱۹۷۲ منحل شد اما بعداً در سال ۱۹۹۲ دوباره برقرار شد.

## ورزشگاه
بردی در ورزشگاه ۱۲۰۰۰ نفری الفیحاء بازی می‌کند.

## افتخارات
- لیگ برتر فوتبال سوریه: ۱۹۶۸–۱۹۶۹، ۱۹۶۹–۱۹۷۰